# Vrydagzynea brassii
Vrydagzynea brassii är en orkidéart som beskrevs av Paul Ormerod. Vrydagzynea brassii ingår i släktet Vrydagzynea och familjen orkidéer.
Artens utbredningsområde är Papua Nya Guinea. Inga underarter finns listade i Catalogue of Life.